# آدما با
آدما با (بالفرنسية: Adama Ba)‏ (مواليد 27 أغسطس 1993 في نواكشوط) هو لاعب كرة قدم موريتاني يلعب لنادي نهضة بركان الذي ينشط في الدوري المغربي الممتاز وكان يُعتبر من أبرز لاعبي المنتخب الموريتاني في جيله، حتى قرر اعتزال اللعب الدولي بشكل مفاجئ بداية عام 2022.

## بداياته فيفرنسا
هاجر آدما من موطنه موريتانيا وهو في سن الخامسة عشر وبدأ اللعب مع ناد مغمور يسمى «ميطالسبور» واختار بعد ذلك وجهة بريست قبل ان ينتقل بعدها إلى ناد باستيا, ويتألق معه بشكل ملفت، ليسجل هدفه الأول معه امام فريق فالينسيان, ويكزن بذلك أول لاعب موريتاني يسجل في الدوري الفرنسي الدرجة الأولى.

## مع المنتخب
سجل با في أول مباراة رسمية له مع منتخب «المرابطون» في تصفيات كأس امم أفريقيا أمام منتخب جزر موريشيوس بضربة حرة مباشرة، وكان آدما قد سجل قبل ذلك في مباراة ودية ضد منتخب كندا.

## روابط خارجية
- آدما با على موقع اتحاد تركيا (لاعب) (الإنجليزية)
- آدما با على موقع رابطة كرة القدم الفرنسية للمحترفين (الإنجليزية)
- آدما با على موقع قاعدة بيانات كرة القدم.إي يو (الإنجليزية)
- آدما با على موقع ناشيونال فوتبول تيمز (الإنجليزية)
- آدما با على موقع Soccerway.com (الإنجليزية)
- آدما با على موقع عالم كرة القدم.نت (الإنجليزية)
- آدما با على موقع كووورة
- آدما با على موقع AS.com (الإسبانية)